# Yugawara
Yugawara (湯河原町, Yugawara-machi) est un bourg du district d'Ashigarashimo, dans la préfecture de Kanagawa au Japon.

## Géographie

### Situation
Yugawara est situé à l'extrême sud-ouest de la préfecture de Kanagawa, au bord de la baie de Sagami.

### Communes limitrophes
Les communes limitrophes de Yugawara sont Odawara, Manazuru et Hakone dans la préfecture de Kanagawa ; Atami et Kannami dans la préfecture de Shizuoka.

### Démographie
Au 1er février 2019, la population de Yugawara était de 24 095 habitants répartis sur une superficie de 40,97 km2.

## Économie
Le thermalisme de type onsen est une activité économique importante de la commune.

## Transports
Le bourg est desservi par la ligne principale Tōkaidō à la gare de Yugawara.

## Jumelages
- Chungju (Corée du Sud)
- Mihara (Japon)
- Port Stephens (Australie)
- Tivoli (Italie) depuis le 16 septembre 2016, en raison du thermalisme commun aux deux villes[3].

## Personnalités liées à la commune
- Taichi Yamada (1934-), scénariste
- Jungo Kono (1982-), footballeur
- Yukiya Amano, diplomate, ancien directeur de l'AEIA
- Kyōtarō Nishimura (1930-2022), auteur de romans policiers. Un musée lui est consacré à Yugawara